# Parafia św. Wawrzyńca w Rapocinie
Parafia Świętego Wawrzyńca w Rapocinie – parafia rzymskokatolicka, znajdująca się w diecezji zielonogórsko-gorzowskiej, dekanacie Głogów – NMP Królowej Polski.